# Нафт Масджед Солейман
Футбольний клуб «Нафт Масджед Солейман» або просто «Нафт Масджед Солейман» (перс. باشگاه فوتبال نفت مسجدسلیمان‎) — професіональний іранський футбольний клуб з міста Масджед Солейман, який виступає в Лізі Азадеган. За підсумками сезону 2017/18 років завоював путівку до Про-ліги Перської затоки. Клуб належить Національній компанії Півдня Ірану.
Стадіон Бехнама Мохаммаді — домашній стадіон клубу, який пройшов реконструкцію у 2014 році, щоб відповідати стандартам Про ліги Ірану.

## Історія

### Заснування
Коли в місті Масджед Солейман виявили поклади нафти розпочався притік робітників. У 1965 році створено клуб «Нафт Масджед Солейман», в якій виступали перські, британські та вірменські робітники Національної нафтової компанії Ірану. У 1973 році «Нафт» виграв Кубок провінції Хузестан. До початку ісламської революції найпопулярнішим клубом міста був «Тадж» (Масджед Солейман). Проте по завершенні революції «Тадж» було розформовано, а «Нафт» став найпопулярнішим клубом країни.

### Виступи у нижчих дивізіонах
У 2010 році, після вдалих виступів у Другому дивізіоні чемпіонату Ірану, виборов путівку до Ліги Азадеган. У сезоні 2013/14 років виграв Лігу Азадеган (12 перемог та 7 нічиїх) та вийшов до Про-ліги Перської затоки. «Нафт» став першим клубом з міста Масджед Солейман, який виступав у вищому дивізіоні іранського футболу.

### Про-ліга Перської затоки
Напередодні початку сезону 2014/15 років Національна нафтова компанія Ірану модернізувала стадіон «Бехман Мохаммаді», щоб він відповідав вимогам до стадінів Про-ліги Перської затоки. У вищому дивізіоні дебютував нічийном (0:0) поєдинком проти «Сайпи». 3 жовтня 2014 року здобув дебютну перемогу в Про-лізі (2:1) проти «Фуладу». Проте за підсумками сезону «Нафт» фінішував на останньому місці у Про-лізі та вилетів до Ліги Азадеган.
У квітні 2018 року виборов можливість повернутися до Про-ліги, перемігши в Лізі Азадеган.

## Статистика виступів (з 2009 року)
| Сезон   | Ліга                     | Місце | Кубок Хазфі  | Примітки   |
| ------- | ------------------------ | ----- | ------------ | ---------- |
| 2009–10 | 2-й Дивізіон             | 1-е   | Другий раунд | Підвищення |
| 2010–11 | Ліга Азадеган            | 4-е   | 1/8 фіналу   |            |
| 2011–12 | Ліга Азадеган            | 8-е   | Третій раунд |            |
| 2012–13 | Ліга Азадеган            | 3-є   | 1/16 фіналу  |            |
| 2013–14 | Ліга Азадеган            | 1-е   | 1/8 фіналу   | Підвищення |
| 2014–15 | Про-ліга Перської затоки | 16-е  | 1/8 фіналу   | Вибування  |
| 2015–16 | Ліга Азадеган            | 10-е  | Не виступав  |            |
| 2016–17 | Ліга Азадеган            | 13-е  | 1/8 фіналу   |            |
| 2017–18 | Ліга Азадеган            | 1-е   | 1/16 фіналу  | Підвищення |

## Досягнення

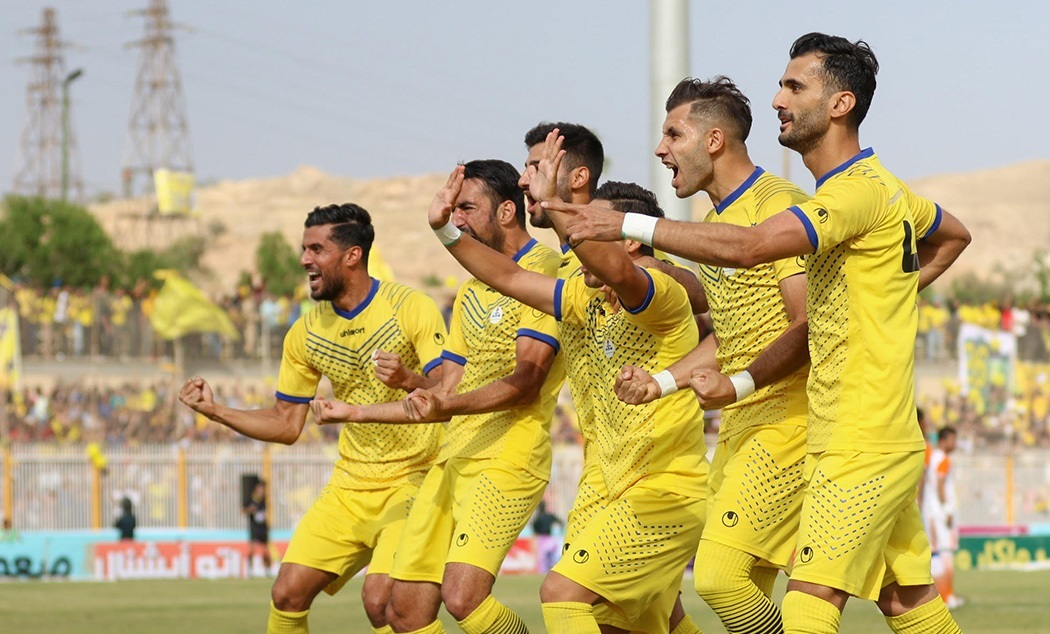
Гравці «Нафт Масджед Солейман» святкують вихід до Про-ліги по завершенні поєдинку останнього туру Ліги Азадеган 2017/18

- Ліга Азадеган
  -  Чемпіон (2): 2013/14, 2017/18

- Другий дивізіон
  -  Чемпіон (1): 2009/10

## Відомі гравці
- Вахід Амірі
- Александру Пащенко